# هبة السيسي
هبة السيسي (28 أبريل 1983 -)، ممثلة مصرية وهي الحائزة على لقب ملكة جمال مصر لعام 2004. شاركت في تقديم برنامج الهواة سوبر ستار، وشاركت مع محمد سعد في فيلم كتكوت.

## حياتها الأسرية
في عام 2011 تزوجت من رجل الأعمال «كريم محمود» وبعام 2013 انجبت ابنتهما «هيفن» لينفصلا بالعام بالتالي. في يوليو 2019 تزوجت من «باسل الأمين»، وفي مطلع عام 2021 انجبت ابنتهما الأولى «روز»، وفي عام 2025 انجبت ابنتهما الثانية «تيا».

## من أعمالها
- حليمو أسطورة الشواطئ (2017)، فيلم
- ستات قادرة (2016)، مسلسل
- شطرنج (2016)، مسلسل، الجزء الثالث
- الصعلوك (2015)، مسلسل
- هجوم منتصف الليل (2012)، فيلم
- Sms (2010)، مسرحية
- الست هانم عايزه تلعب بيه (2010)
- الدنيا لونها بمبي (2009)، مسلسل
- مشاعر في البورصة (2009)، مسلسل
- ولاد اللذينة (2007)، مسرحية
- كتكوت (2006)، فيلم
- إن كبر إبنك (2005)، مسرحية
- أنا والمدام

## وصلات خارجية
- هبة السيسي على موقع الدهليز
- هبة السيسي على موقع قاعدة بيانات الأفلام العربية